# ROBOT (榊原郁恵の曲)
『ROBOT』（ロボット）は、榊原郁恵の17枚目のシングル曲。
1980年6月1日に日本コロムビアから発売された。

## 背景
榊原によると、「ROBOT」は当初B面候補曲で、A面候補曲は「恋はう・ら・は・ら」の方であり、作曲を手掛けた筒美京平直々に歌唱指導があったという。レコーディングはかなり緊張したといい、リラックスして歌うことが出来た「ROBOT」の方が出来が良いという話になり、最終的にこちらがA面となった。
編曲を担当した船山基紀によると、先ず筒美から「とにかくテクノでやってほしい」という要望があったという。当時はテクノポップと歌謡曲との融合が試されていた時代であり、YMOら音楽家による″テクノブーム″が起きていたため、その事が筒美の念頭にあったのかもしれないと話している。当時は″ローランドMC-4″というデジタルシーケンサーを使用していたが、当機材は単音で打ち込んでいくというやり方しか出来ず、1曲制作するのに1週間近くかかってしまうような状況だった。打ち込みの様に聴こえるバックトラックは、田代マキ（現：矢嶋マキ）による手弾き演奏。榊原は人気アイドルであり、忙しいスケジュールの合間を縫ってレコーディングをしなければならないため当然長い時間はかけられず、そこで考えたのがキーボード担当の田代（矢嶋）にシンセサイザーをテクノ風に弾いてもらうことだったという。船山は「言うなれば『ROBOT』はテクノポップとはいえ、すべて手弾きの″人力テクノ″なんです(笑)。限られた時間の中で、リクエストに応えるための苦肉の策だったわけです。」と振り返っている。
1980年12月31日放送『第31回NHK紅白歌合戦』でも披露、番組では『ブンブンたいむ』（『おかあさんといっしょ』）のブンブン・イザトナルトブン、いなりやまつね吉、ごじゃえもん、そして『ニルスのふしぎな旅』のニルス、モルテン、レックスがバックダンサーとして出演した。

## 収録曲
- 全曲 作詞：松本隆 / 作曲：筒美京平 / 編曲：船山基紀

1. ROBOT（3分18秒）
2. 恋はう・ら・は・ら（3分44秒）